# Eremotettix
Eremotettix är ett släkte av insekter. Eremotettix ingår i familjen Pamphagidae.
Kladogram enligt Catalogue of Life:
| Eremotettix | \| \| Eremotettix acutus \| \| \| \| \| \| Eremotettix capensis \| \| \| \| \| \| Eremotettix walkeri \| \| \| \| |
|             | \| \| Eremotettix acutus \| \| \| \| \| \| Eremotettix capensis \| \| \| \| \| \| Eremotettix walkeri \| \| \| \| |
|             | Eremotettix acutus                                                                                                |
|             | |
|             | Eremotettix capensis                                                                                              |
|             | |
|             | Eremotettix walkeri                                                                                               |
|             | |